# Semerovo

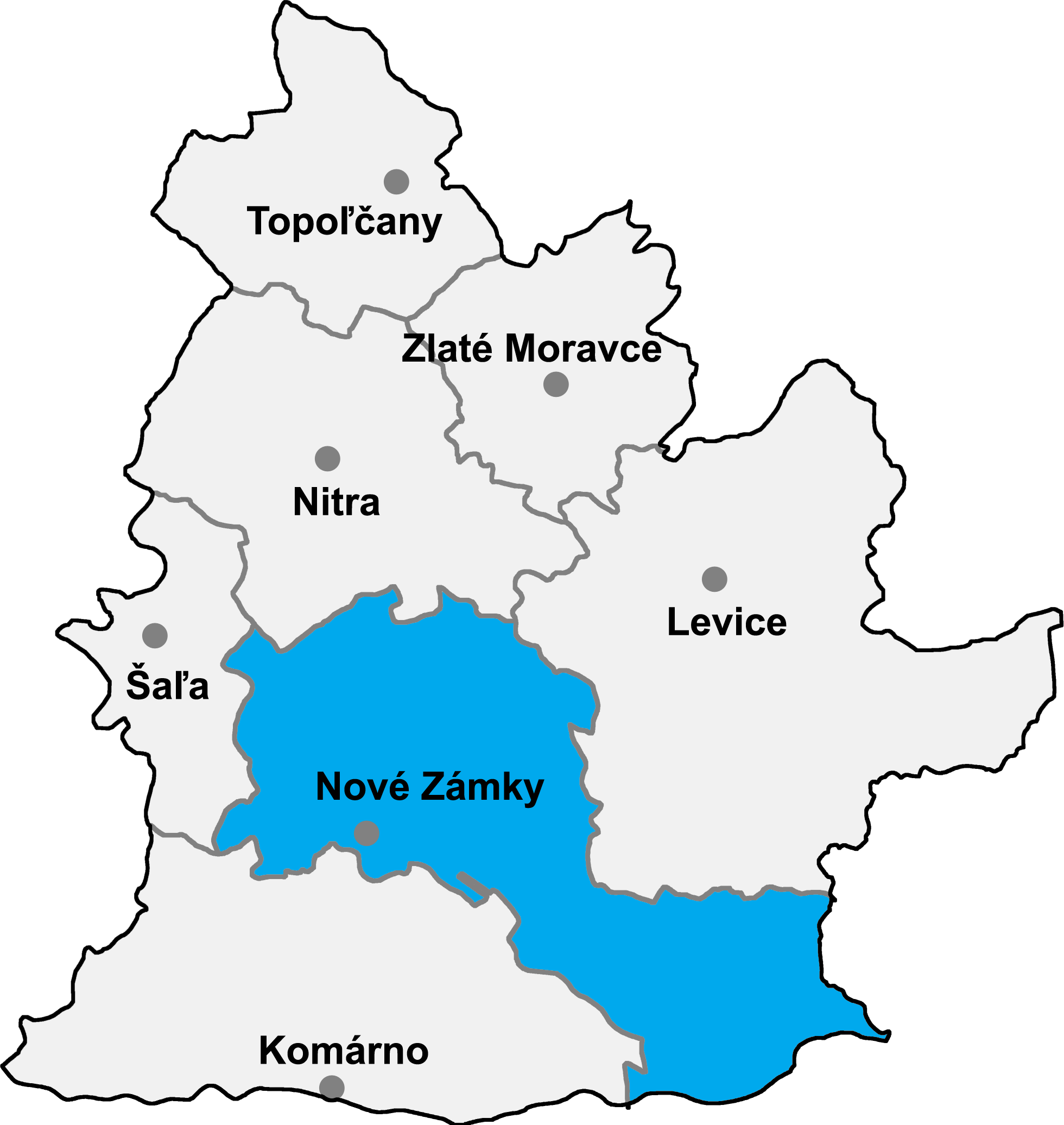
Okres Nové Zámky

Semerovo je obec na Slovensku v okrese Nové Zámky. První písemná zmínka o obci pochází z roku 1210. Územím obce prochází silnice I/75. V obci je římskokatolický kostel Panny Marie Nanebevzaté, jednolodní barokní stavba z poloviny 18. století. Stojí na místě starší stavby. Nad portálem je umístěna nika se sochou Madony z poloviny 18. století. Do fasády kostela je sekundárně osazen římský náhrobek s latinským nápisem z roku 229. U kostela stojí moderní dřevěná zvonice.

## Partnerské obce
- Šatov, Česko

- Nisko, Polsko